# J-DISC Being
J-DISC Being（ジェイディスクビーイング）は、かつて存在した東京都港区に本社を置く、主にビーインググループが発売する音楽ソフトの販売を担当する企業であった。
営業開始に際し、全国に7か所に営業拠点（札幌・仙台・東京・名古屋・大阪・中国・福岡）を設けていたが、2000年以降に東京(東日本)と大阪（西日本）の2か所に営業拠点を集約させている。
2007年にビーイングが当社とB-Gram RECORDSとVERMILLION RECORDSを事実上吸収した。

## 沿革
- 1995年1月12日- 東京都港区六本木に設立（設立当時の社名はJ-DISC）

- 1995年3月1日 - B-Gram RECORDSに関する企画・販売を開始

- 1995年3月10日 - 第一弾作品としてZARDのアルバム『forever you』を発売

- 1995年5月1日 - ZAIN RECORDSに関する企画・販売を開始

- 1996年9月1日 - Rooms RECORDS（現VERMILLION RECORDS）に関する企画・販売を開始

- 1997年9月1日 - Amemura O-town Recordに関する企画・販売を開始

- 1999年2月1日 - GIZA studioに関する企画・販売を開始

- 2003年12月1日 - 社名をJ-DISC Beingに変更

- 2007年5月1日 - NORTHERN MUSICに関する企画・販売を開始

- 2010年3月29日 - 日商美音亞洲股份有限公司 BEING, INC. (株式会社ビーイング) 設立

## 企画・販売を担当していた企業
- GIZA studio
- B-Gram RECORDS
  - ZAIN RECORDS
  - NORTHERN MUSIC
- VERMILLION RECORDS
- B-VISION
- TENT HOUSE（インディーズレーベル）

上記以外に、株式会社レイズイン（REY'S IN）系インディーズレーベルの販売も行っていた。
- サウストゥノースレコーズ
  - South to North Records
  - South to North Factory